# Дамузи
Дамузи́ (фр. Damouzy) — коммуна во Франции, находится в регионе Шампань — Арденны. Департамент — Арденны. Входит в состав кантона Шарлевиль-Ла-Уйер. Округ коммуны — Шарлевиль-Мезьер.
Код INSEE коммуны — 08137.
Коммуна расположена приблизительно в 200 км к северо-востоку от Парижа, в 100 км севернее Шалон-ан-Шампани, в 5 км к северо-западу от Шарлевиль-Мезьера.

## Население
Население коммуны на 2008 год составляло 413 человек.
| 1962 | 1968 | 1975 | 1982 | 1990 | 1999 | 2008 |
| ---- | ---- | ---- | ---- | ---- | ---- | ---- |
| 248  | 292  | 339  | 373  | 428  | 448  | 413  |

## Экономика
В 2007 году среди 283 человек в трудоспособном возрасте (15—64 лет) 214 были экономически активными, 69 — неактивными (показатель активности — 75,6 %, в 1999 году было 74,2 %). Из 214 активных работали 200 человек (112 мужчин и 88 женщин), безработных было 14 (4 мужчины и 10 женщин). Среди 69 неактивных 19 человек были учениками или студентами, 30 — пенсионерами, 20 были неактивными по другим причинам.

## Фотогалерея

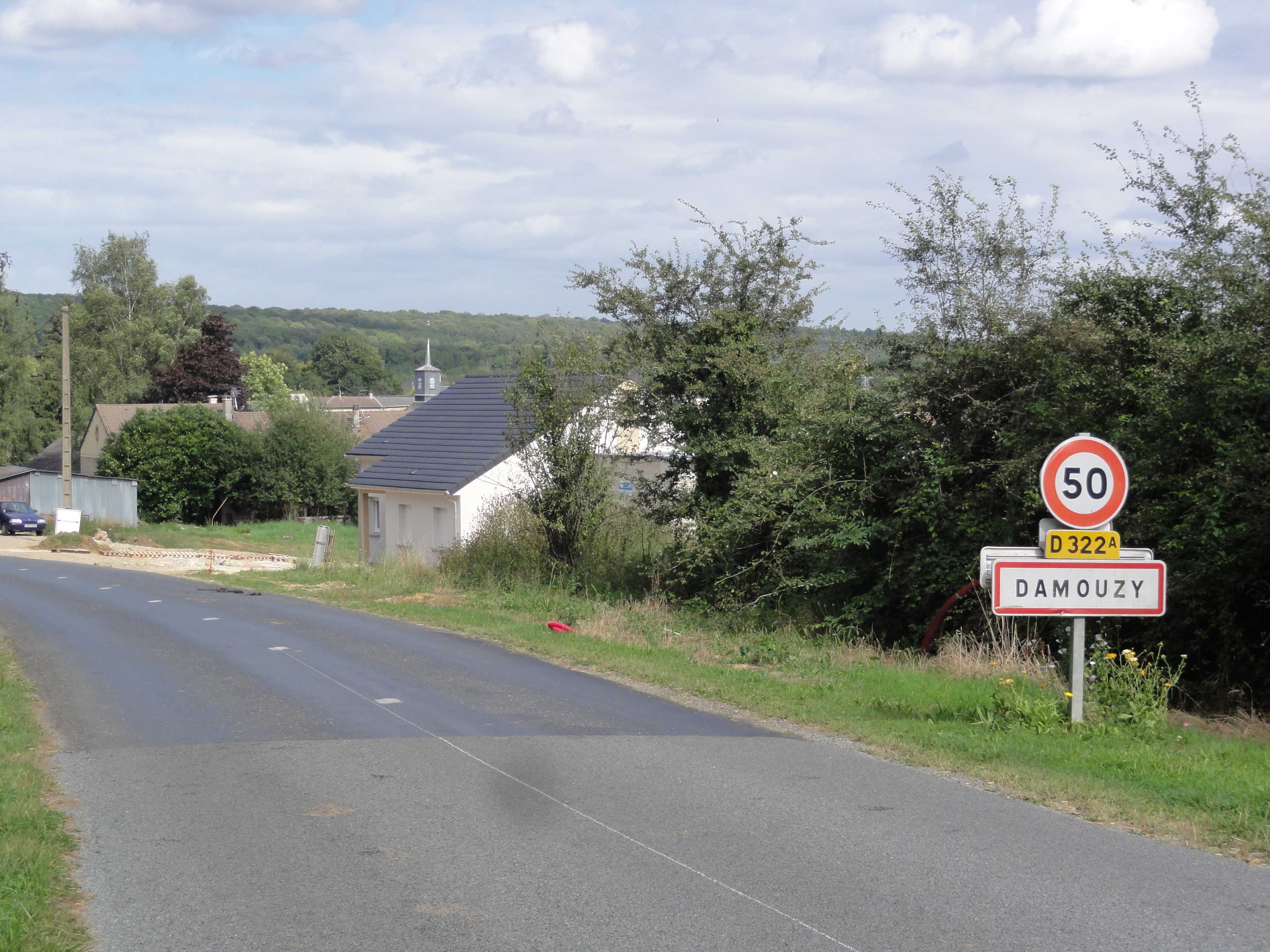
Въезд в Дамузи
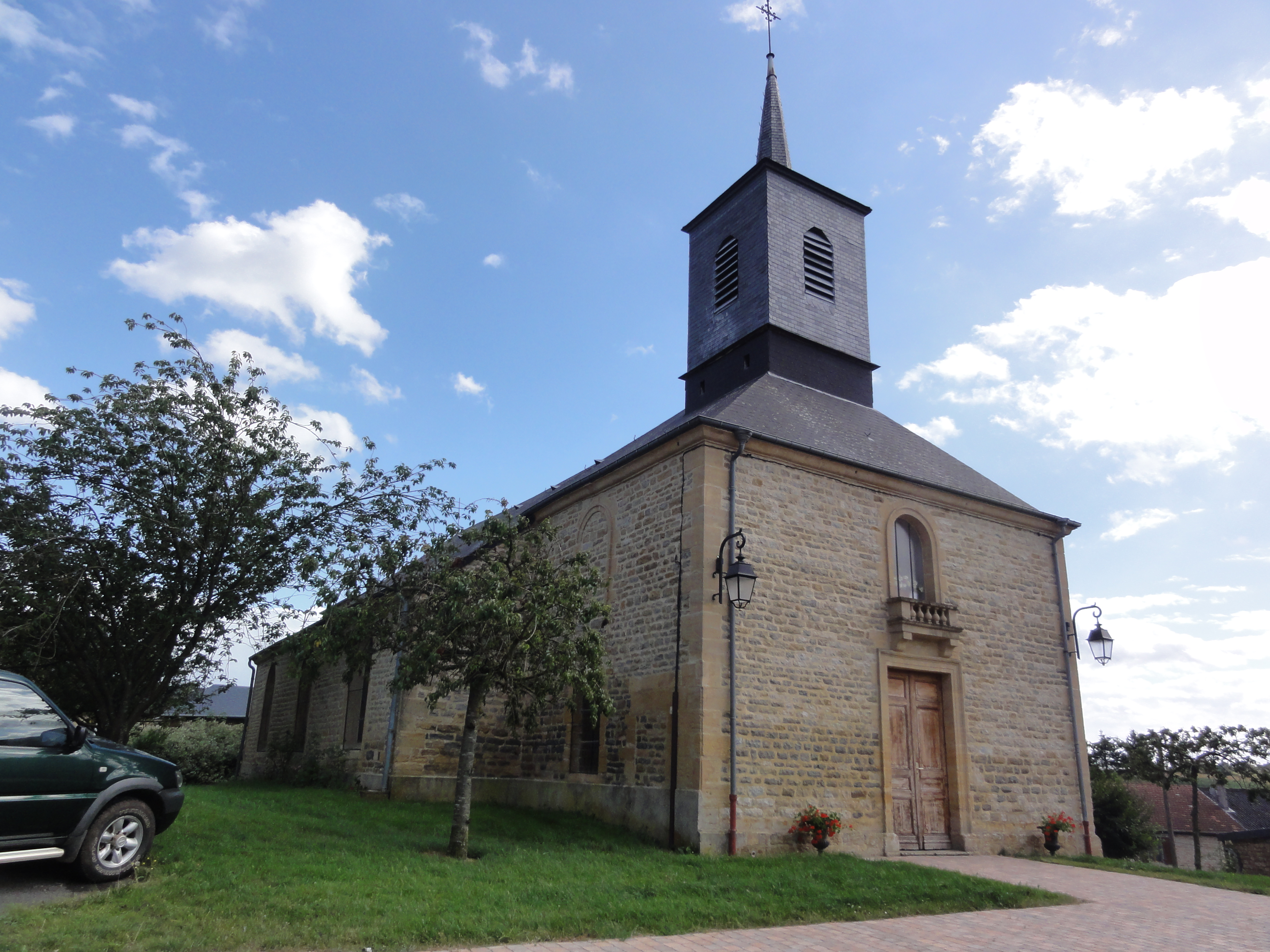
Церковь Сен-Реми
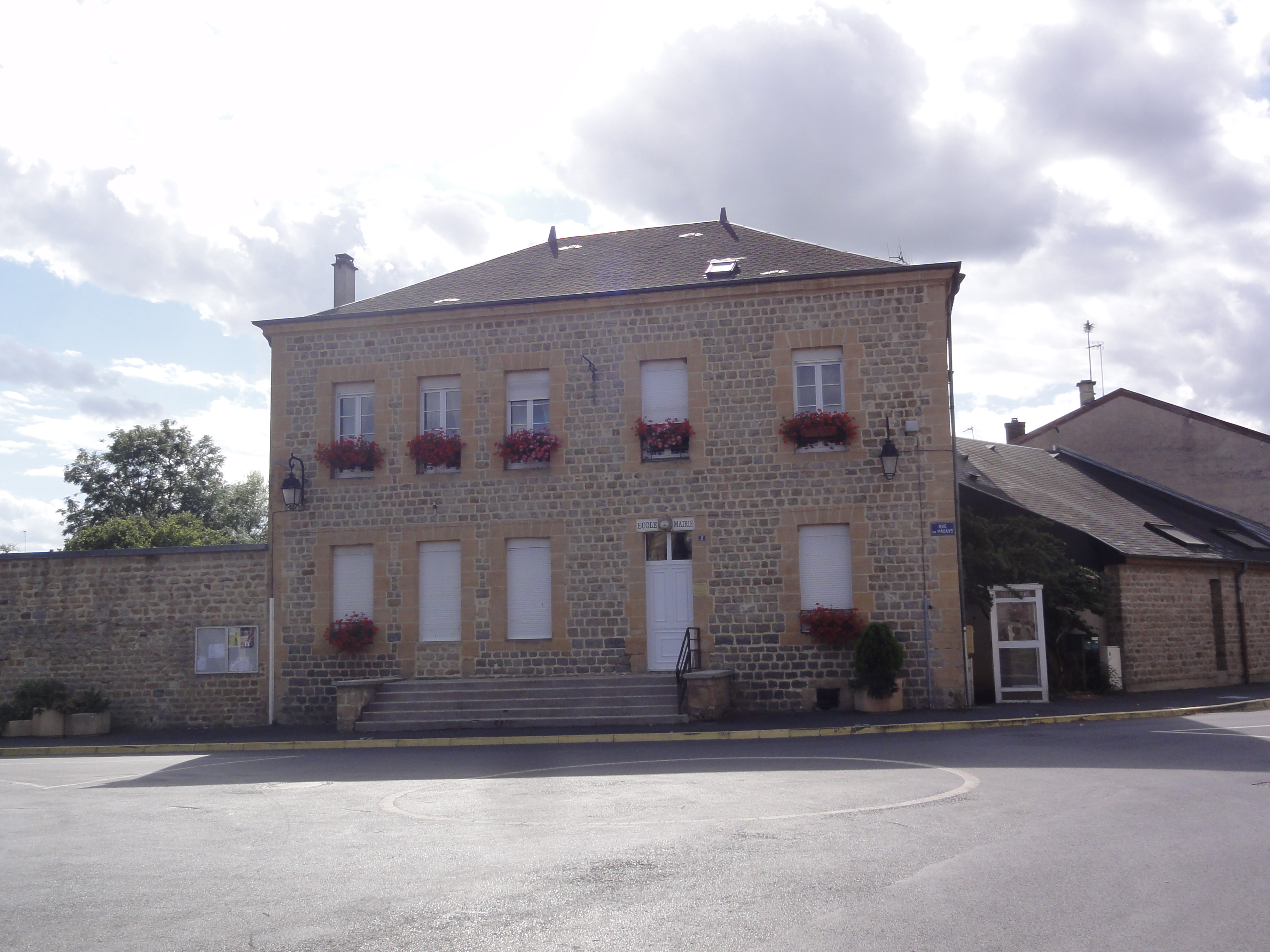
Мэрия-школа
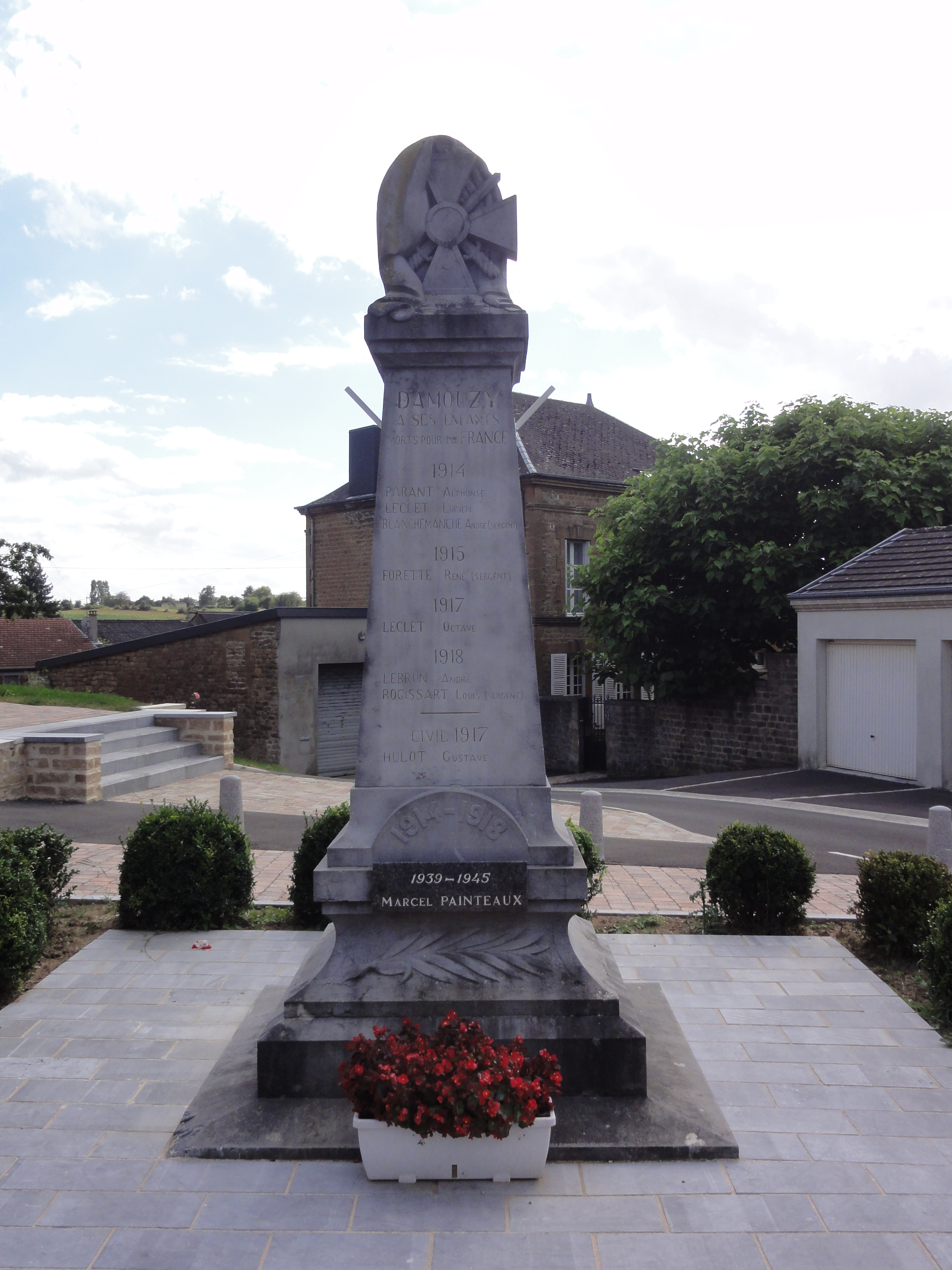
Памятник погибшим в Первой мировой войне